# Gilgamesch

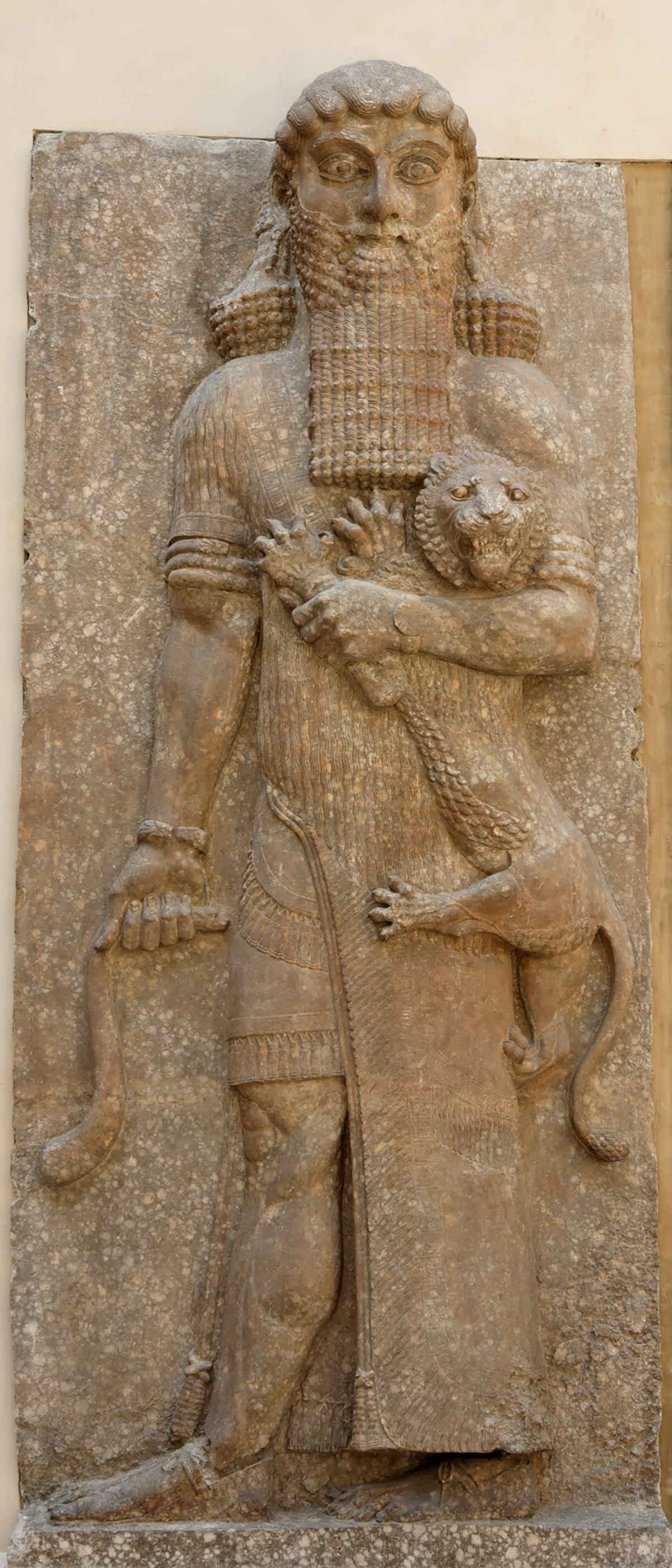
Assyrisches Relief aus Chorsabad, oft als Darstellung des Gilgamesch gedeutet, Louvre

Gilgamesch (akkadisch: 𒀭𒄑𒂆𒈦 Gilgameš; ursprünglich sumerisch: 𒀭𒄑𒉋𒂵𒎌 Bilgames; Aussprache: [ˈɡɪlɡamɛʃ] oder [ɡɪlˈɡaːmɛʃ]) wird in der sumerischen Königsliste, in späteren Epen und anderen späteren Texten als ein früher König von Uruk genannt.

## Geschichte
Da er in einer Götterliste um 2600 v. Chr. als Gott genannt wird, ihm (aber auch einem anderen Herrscher) andererseits der Bau der Mauer von Uruk, wohl kurz nach 3000 v. Chr., zugeschrieben wird, kann man Gilgamesch an den Anfang des 3. Jahrtausends v. Chr. datieren. Es ist aber nicht völlig auszuschließen, dass es sich lediglich um eine literarische Gestalt handelt.
Mit etwas Unsicherheit bei der genauen Aussprache lässt sich der Name als pagbilgames oder verkürzt gbilgames rekonstruieren. Er bedeutet in etwa „der Vorfahr (war) ein Prinz(?)…“ und ist die Kurzform eines längeren Namens. Ein solcher längerer Name ist als Pagbilgameš-Utu-pada bereits um 2700 v. Chr. in den archaischen Texten von Ur belegt. Dieser Personenname bedeutet „der Vorfahr (war) ein Prinz(?), den der (Sonnengott) Utu berufen hat“. Die Verbalform ist aber vom Zeichen her nicht sicher. Sumerisch wurde der Name wohl zu Bilgameš, akkad. Gilga(meš) (š = sch in wissenschaftlicher Transliteration). Der sehr kompliziert geschriebene Name wurde früher fälschlich Gištubar, Izdubar, auch Iztubar gelesen.
Die Heldentaten des früh vergöttlichten Königs und seines Freundes Enkīdu werden im Gilgamesch-Epos bzw. den ihm vorangehenden Erzählungen berichtet. Immer wieder taucht auch das Thema des Todes von Enkidu und Gilgamesch auf. Daneben spielt das Verhältnis des Herrschers zu seinen Untertanen eine wichtige Rolle. Nach der Wiederentdeckung des Epos am Ende des 19. Jahrhunderts n. Chr. sorgte der Umstand, dass eine Erzählung über eine Sintflut eingebettet ist, die Parallelen zur Sintflutgeschichte der Bibel aufweist, für großes Aufsehen.

## Totengott
Bevor Gilgamesch als irdischer König belegt ist, wurde er als Totengott der Unterwelt mit dem Namen „(Pa)bilgamesch“ verehrt. Im Ur-Nammu-Text ist Gilgamesch, zusammen mit Nergal, Namtaru, Nin[…], Dumuzi, Ningišzida und Ḫušbišag, einer der sieben Unterweltsgötter (lugal kurra), von denen jeder in einem eigenen Palast wohnt.

## Historische Belege
Es ist bis heute nicht ganz gesichert, ob Gilgamesch eine reale Person war, da die sumerische Königsliste teilweise unglaubwürdig lange Regierungszeiten für die Könige angibt – im Falle Gilgameschs 126 Jahre. Gilgamesch war vermutlich einer der wichtigsten Herrscher der Sumerer und wurde noch über viele Jahrhunderte in Mesopotamien verehrt und vergöttlicht. Uruk war in seiner Zeit, aber auch bereits davor das wichtigste städtische Zentrum in einem weiten Umkreis mit Arbeitsteilung, Handwerk und Bürokratie.
Die meisten Informationen über Gilgamesch stammen aus dem Gilgamesch-Epos und seinen Vorläufern. Es wird häufig als das älteste bekannte literarische Epos der Weltgeschichte bezeichnet. Eine Erzählung über seinen Vater Lugalbanda ist aber wesentlich früher belegt, wobei der Fundzufall eine Rolle spielen mag. Das Epos wurde in Keilschrift auf Tontafeln niedergeschrieben. Die Gilgamesch-Texte hatten eine große räumliche Verbreitung und sind in vier Sprachen bezeugt: Sumerisch, Akkadisch, Hethitisch und Hurritisch. Nimmt man die historischen Informationen des Epos und anderer Quellen ernst, was angesichts des großen zeitlichen Abstandes aller dieser Informationen zur mutmaßlichen Regierungszeit des Gilgamesch und auch angesichts des literarischen Charakters dieser Quellen gewagt ist, so gelang es König Gilgamesch, nach einer militärischen Auseinandersetzung die volle Unabhängigkeit von der Stadt Kish zu erlangen. Außerdem soll er neue Handelswege eröffnet, Tempel und vor allem die für ihre Zeit riesige Stadtmauer um Uruk erbaut haben.
Nach dem Gilgamesch-Epos war er Sohn der Göttin Ninsun und des vergöttlichten Königs Lugalbanda. Die Götter hatten entschieden, dass Gilgamesch zu seiner menschlichen Natur zwei göttliche Attribute erhalten sollte: Die Manneskraft von Šamaš [Sonnengott] und den Heldensinn von Adad. Damit war Gilgamesch zu zwei Dritteln göttlich und einem Drittel menschlich und somit auch sterblich.

## Gilgamesch-Epos
Das Gilgamesch-Epos geht auf verschiedene Erzählungen zurück. Die ältesten Textzeugnisse stammen aus der Zeit der 3. Dynastie von Ur, etwa zwischen 2100 und 2000 v. Chr. Es erzählt die Geschichte Gilgameschs und seines Freundes Enkidu: Um die Fronherrschaft des Königs über die Stadt Uruk abzumildern, erschaffen ihm die Götter einen Gefährten, Enkidu. Wie die ersten Menschen wird Enkidu aus Lehm geschaffen und er wächst mit den Tieren in der Steppe auf. Durch die Liebeskunst der Tempelprostituierten Schamkat hat er erstmals mit anderen Menschen Kontakt, wird den Tieren entfremdet und lernt die Zivilisation kennen. Die Ungerechtigkeit des Königs Gilgamesch erregt ihn, doch nach einem Ringkampf werden sie zu Freunden. Die beiden töten Chumbaba, den Wächter des Zedernwaldes, und fällen die heiligen Zedern. Nach seiner Rückkehr fordert Ištar den hünenhaften König zur „heiligen Hochzeit“ auf. Als dieser ablehnt, entsendet Ištar zur Strafe den Himmelsstier, doch gelingt es den beiden Helden, das riesige Tier zu töten. Als Strafe für ihre Taten entscheiden die Götter, dass Enkidu sterben muss.
Der weitere Verlauf des Epos kreist um die Sterblichkeit der Menschen und den Versuch Gilgameschs, ihr zu entrinnen. In seiner Trauer um Enkidu führt ihn die Suche nach einer Möglichkeit, dem Tod zu entrinnen, zu dem Weisen Utnapischtim. Der babylonische Noah rettete die Menschheit vor der Sintflut und wurde von den Göttern mit Unsterblichkeit belohnt. Doch Utnapischtim sagt Gilgamesch, dass das ein Einzelfall war. Wenn er weiterleben wolle, so könne das nur im Andenken der Menschen geschehen. Er solle sich als König um die Benachteiligten kümmern. Schließlich hat Utnapischtim doch Mitleid mit Gilgamesch und schenkt ihm das Kraut des Lebens, das Gilgamesch aber verliert. Mit einem neuen Freund, dem Fischer Uršanabi, kehrt er nach Uruk zurück und zeigt ihm seine Stadtmauer. Die Mauer, die in der letzten Fassung auch am Anfang steht, umschließt mit ihrer Nennung am Ende nicht nur Uruk, sondern auch das Epos.

### Literarische Umsetzung
Wie der größte Teil der altorientalischen Literatur sind auch die meisten Erzählungen um Gilgamesch anonym verfasst. Für die letzte Fassung ist allerdings der Name Sîn-leqe-unnīnnī als Autor überliefert. Er lebte vermutlich im 13. Jahrhundert v. Chr. Das endgültige Werk ist aber erst ab dem Beginn des 7. Jahrhunderts überliefert, insbesondere aus der Bibliothek des Assyrerkönigs Assurbanipal (669–631/627 v. Chr.).

### Musikalische Umsetzung
Große Teile des Gilgamesch-Epos hat der Wiener Komponist Alfred Uhl 1956 in Form eines Oratoriums vertont. Es wurde Anfang 1957 unter dem Titel Gilgamesch. Oratorisches Musikdrama im Wiener Musikverein uraufgeführt. Dem tschechoslowakischen Komponisten Bohuslav Martinů diente es 1958 als Grundlage für The Epic of Gilgamesh, eine oratorienähnliche Kantate.

## Gilgamesch in frühen Dichtungen
Um Gilgamesch kreiste eine ganze Reihe von Erzählungen in sumerischer Sprache, die dann teilweise Eingang in das spätere Epos fanden. Die ältesten Fragmente gehen auf die Zeit der 3. Dynastie von Ur zurück, also auf die letzten Jahrzehnte des 3. Jahrtausends v. Chr. Diese Dynastie bezog sich sehr stark auf Gilgamesch. Es sind fünf Erzählungen erhalten, wenn auch die meisten erst in etwas späteren Abschriften: Gilgamesch und Huwawa (oder besser Hubebe), Gilgamesch und der Himmelsstier, Gilgamesch, Enkidu und die Unterwelt, Gilgamesch und Akka von Kisch und Gilgameschs Tod.

### Gilgamesch, Enkidu und die Unterwelt
Der Mythos Gilgamesch, Enkidu und die Unterwelt besteht aus drei Abschnitten, die wohl nachträglich zu einem Mythos zusammengesetzt wurden. Eine Schöpfungsgeschichte, Inanna und ihr Huluppu-Baum und Gilgamesch und die Welt der Toten. Der Mythos wird in verschiedenen deutschen Sammlungen auch als „Inanna und der Ḫuluppu-Baum“ bezeichnet.
Am Anfang der Zeit bleibt Enki mit seinem Schiff an einem jungen Bäumchen hängen und reißt es versehentlich aus. Inanna findet dieses Bäumchen und pflanzt es in ihren Garten. Sie hofft, wenn es groß genug ist, dass sie aus dem Holz einen Stuhl und ein Bett schnitzen kann.
Als der Baum groß genug geworden ist, kommt Inanna zurück, um den Baum zu fällen. Jedoch haben sich in der Zwischenzeit drei Wesen in den Baum eingenistet. Der Anzu-Vogel wohnt in dem Wipfel, die dunkle Jungfrau Lilith wohnt im Stamm und die Schlange, die nicht verzaubert werden kann, lebt in den Wurzeln.
Also bittet sie ihren Bruder Utu um Hilfe, der lehnt aber ab. Also fragt sie ihren anderen Bruder Gilgamesch um Hilfe.
Gilgamesch legt seine Bronzerüstung an, nimmt seine Axt und erschlägt die Schlange. Vor lauter Entsetzen fliehen der Vogel Anzu und die dunkle Jungfrau. Daraufhin formt Gilgamesch aus dem Stamm des Baumes einen Stuhl und ein Bett für Inanna. Inanna ihrerseits formt aus den Wurzeln und der Baumkrone ein Spielzeug für Gilgamesch.
Damit spielt Gilgamesch nun Tag und Nacht. Da die jungen Frauen Angst um ihre Männer haben, flehen sie zu den Göttern, sie mögen Gilgamesch das Spielzeug wegnehmen. Daraufhin fallen die Gegenstände durch ein Loch in die Unterwelt. Enkidu, ein Diener von Gilgamesch bietet sich an, die Gegenstände aus der Unterwelt zu holen. Gilgamesch warnt Enkidu vor den Gefahren der Unterwelt, in der alle Regeln der Lebenden nicht gelten. Enkidu hört jedoch nicht auf ihn und missachtet alle Regeln der Unterwelt, der er daher nicht mehr entkommen kann. Gilgamesch trauert über den Verlust und bittet Enki um Hilfe. Dieser befiehlt, dass man Enkidu aus der Unterwelt befreien möge. Nachdem Gilgamesch sich über seinen zurückgekehrten Diener freut, fragt er ihn allerlei über die Dinge, die er in der Unterwelt gesehen habe. Es folgen verschiedene Aufzählungen, wie sich die Menschen zu verhalten haben, um in der Unterwelt gut zurechtzukommen.

### Der Tod des Gilgamesch
Der sumerische Text „Der Tod des Gilgamesch“ ist nach wie vor nicht ganz vollständig. Neue Fragmente wurden erst im Jahr 2000 entdeckt und erweiterten das Verständnis des Textes. Er stellt eine Art Auskopplung zum Gilgamesch-Epos dar und verweist seinerseits auf bestehende Mythen wie den Kampf mit dem Stier und die Suche nach Ziusudra/Utnapischtim. Im babylonischen Gilgamesch-Epos wurden Elemente bei der Erzählung zum Tod des Enkidu übernommen.
Der Text handelt vom sterbenden Gilgamesch, der am Ende seines Lebens einen Traum hat, in dem er vor die Götterversammlung tritt. Trotz seiner Taten und Verdienste können die Götter ihm das Schicksal des Todes nicht ersparen, das seit der Sintflut so festgesetzt wurde. Man stellt ihm jedoch in Aussicht, dass er als König in die Unterwelt einziehen werde (siehe Gilgamesch als Gott der Unterwelt). Ein zweiter Traum ereilt ihn, in dem es um die Ehre als König geht. Nach seinem Tod wird der Euphrat umgeleitet und im Flussbett sein Grab errichtet. Es wird mit Steinen gebaut und mit allerlei Gaben bestückt. Zum Grab kommen seine Frauen und Kinder, um ihn zu betrauern. Das Grab wird verschlossen, mit Erde bedeckt und der Euphrat wieder darüber geleitet, so dass nie jemand das Grab des Gilgamesch finden soll.

### Gilgamesch und Agga
Der Mythos, der auch als „Gilgamesch und Agga“ in der Literatur zu finden ist, beschreibt einen Zwist zwischen dem Herrscher von Kiš, Agga und seinem Vasallen Gilgamesch. Die komplette Handlung ist nicht in das Gilgamesch-Epos eingegangen und beschreibt vielleicht wirklich eine reale Begebenheit. Entsprechend werden die beiden Herrscher auch auf der Inschrift von Tummal erwähnt. Da Gilgamesch Akka selbst nach dessen Gefangennahme als Befehlshaber anredet, ist hier deutlich der Vasallenstatus von Uruk zu erkennen.
Akka, der Herr von Kiš schickt Boten nach Uruk, um die Stadt daran zu erinnern, ihren Frondienst zu leisten. Gilgamesch beruft darauf seine Berater und Ältesten ein. Diese raten ihm, sich der Stadt Kiš zu unterwerfen. Gilgamesch ist damit nicht einverstanden und befragt darauf die jungen Männer. Diese wollen wie er, sich von der Unterdrückung von Kiš befreien. Daraufhin beginnt man mit der Kriegsvorbereitung. Wenig später trifft das Heer von Kiš ein und Gilgamesch sendet einen Boten. Dieser wird im Lager von Akka zu Gilgamesch befragt. Der Bote schwärmt indes von der Macht des Gilgamesch und dass die Feinde Uruks verlieren werden, sobald sich Gilgamesch auf der Mauer zeigen würde. Darauf wird der Bote misshandelt, rückt aber nicht von seiner Meinung ab.
Als nun wirklich Gilgamesch sich auf den Mauern von Uruk zeigt und Enkidu mit dem Heer aus der Stadt stürmt, flieht das Heer von Kiš und Akka wird gefangen genommen. Gilgamesch entlässt Akka aber, da er in seiner Schuld stehe (der Grund für diese Schuld ist bis heute unbekannt), erkennt die Vorherrschaft von Kiš weiterhin an, besteht aber auf der Unabhängigkeit von Uruk.

## Gilgamesch in späteren Quellen
Die Figur des Gilgamesch hatte große Auswirkungen auf die zeitgenössische Literatur. Das beweist die große Anzahl verschiedener Übersetzungen und Neudichtungen des Stoffes aus Bogazköy, Amarna, Ugarit, Emar und Megiddo. In den Qumranrollen, dem Buch der Giganten sowie im enochischen ‚Buch der Wächter‘ werden Gilgamesch und Hobabish (Ḫumbaba) als Riesen vor der Flut erwähnt.

## Literatur

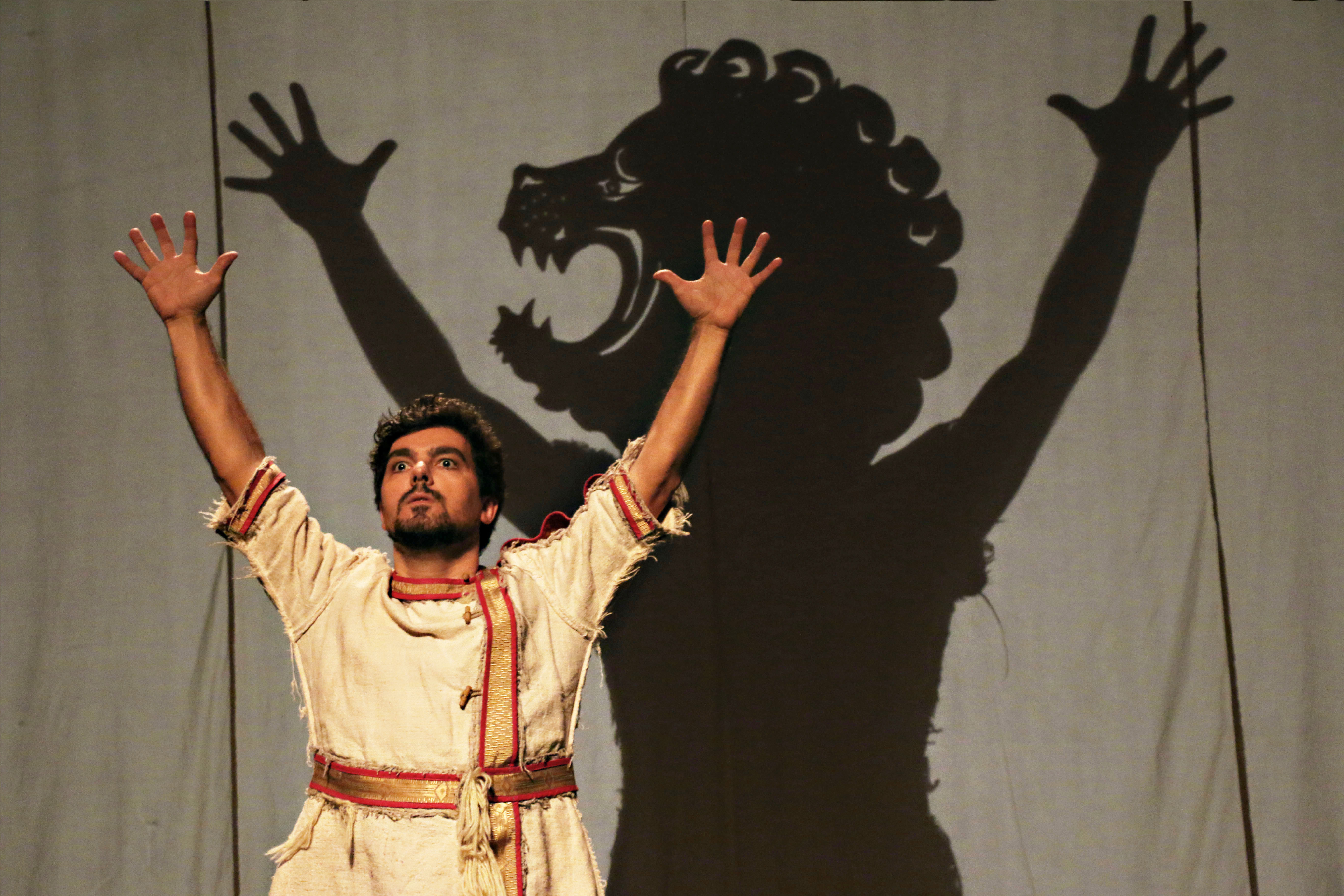
Gilgamesch. sirene Operntheater 2015